# Batalla de Concón
La batalla de Concón fue un hecho de armas acaecido el 21 de agosto de 1891, en el transcurso de la guerra civil chilena, llamada también Revolución de 1891. Enfrentó a las fuerzas gubernamentales del presidente José Manuel Balmaceda contra el ejército revolucionario del bando del Congreso y la marina. Las fuerzas gubernamentales fueron derrotadas.
El ejército congresista, desembarcado 2 días antes en la bahía de Quintero, avanzó hacia el puerto de Valparaíso, vital para la estrategia defensiva del gobierno. El ejército congresista, comandado por el coronel Estanislao Del Canto, con 9200 efectivos divididos en tres divisiones, llegó a la ribera norte del río Aconcagua, encontrándose con el ejército del gobierno, de 8000 hombres, comandado por el general Orozimbo Barbosa, atrincherado en la ribera sur. Al iniciar los congresistas el cruce del río, protegidos por el cañoneo de la corbeta "O'Higgins" y el crucero "Esmeralda", las fuerzas del gobierno contraatacaron, dando comienzo a la batalla.
La lucha fue sangrienta y duró más de cinco horas. Las fuerzas congresistas, tras un furioso combate, hicieron retroceder a los gobiernistas hacia las colinas de la ribera sur del Aconcagua, con grandes pérdidas para ambos bandos. El frente del ejército del gobierno cedió finalmente y sus restos se replegaron hacia Valparaíso en gran desorden, mientras las fuerzas revolucionarias recuperaron sus bajas y aumentaron sus efectivos con numerosos soldados gobiernistas que se pasaron a sus filas. Cayeron en poder de los vencedores toda la artillería, municiones, parque y miles de fusiles. 
Posteriormente, el ejército congresista avanzó hacia Valparaíso, para tomar la ciudad, pero las fuerzas del gobierno, reforzadas con tropas provenientes del sur y que llegaron a Valparaíso por ferrocarril, les hicieron frente y se desplegaron en batalla en la actual ciudad de Viña del Mar, obligando a los congresistas a rodear Valparaíso por el Este. Las fuerzas de gobierno les salieron al paso, dando lugar a la batalla de Placilla.